# Oisquercq
Oisquercq (en való Oskèrk) és un antic municipi de Bèlgica, a la província de Brabant Való, de la Regió valona que el 1970 va integrar-se al municipi de Tubize.